# Cassagnes-Bégonhès
Cassagnes-Bégonhès (okcitansko Cassanhas) je naselje in občina v južnem francoskem departmaju Aveyron regije Jug-Pireneji. Leta 2008 je naselje imelo 934 prebivalcev.

## Geografija
Kraj leži v pokrajini Rouergue ob reki Céor, 25 km južno od središča departmaja Rodeza.

## Uprava
Cassagnes-Bégonhès je sedež istoimenskega kantona, v katerega so poleg njegove vključene še občine Arvieu, Auriac-Lagast, Calmont, Comps-la-Grand-Ville, Sainte-Juliette-sur-Viaur in Salmiech s 5.820 prebivalci.
Kanton Cassagnes-Bégonhès je sestavni del okrožja Rodez.